# جيري ثورب
جيري ثورب (بالإنجليزية: Jerry Thorpe)‏ هو منتج أفلام وكاتب سيناريو ومخرج أمريكي، ولد في 1926 في الولايات المتحدة، وتوفي في 25 سبتمبر 2018 في سانتا باربارا في الولايات المتحدة.

## وصلات خارجية
- جيري ثورب على موقع IMDb (الإنجليزية)
- جيري ثورب على موقع ألو سيني (الفرنسية)
- جيري ثورب على موقع تيرنر كلاسيك موفيز (الإنجليزية)
- جيري ثورب على موقع أول موفي (الإنجليزية)
- جيري ثورب على موقع قاعدة بيانات الأفلام السويدية (السويدية)
- جيري ثورب على موقع قاعدة بيانات الفيلم (الإنجليزية)
- جيري ثورب على موقع كينوبويسك (الروسية)